# 1482
سنة 1482 كانت سنة بسيطة تبدأ يوم الثلاثاء (الرابط يظهر نموذج التقويم الكامل للسنة) من التقويم اليولياني.

## أحداث
- تأسيس مدينة موتسامودو وتقع حاليا في جزر القمر.
- بداية حرب فيرارا في 1482 والتي انتهت في 1484.
- بداية حرب غرناطة في 1482 والتي انتهت في 1492.

## مواليد
- جو غوانغ جو
- جيوفري بورجيا
- كريستيان باير سياسي ألماني
- ماريا من أراغون

## وفيات
- مارجريت من أنجو